# Абилитация
Абилита́ция (лат. abilitatio; от лат. habilis — удобный, приспособительный) — лечебные, педагогические, психологические или социальные мероприятия по отношению к инвалидам или морально подорванным людям (осуждённым и прочим), направленные на приспосабливание их к жизни в обществе, на приобретение возможности учиться и трудиться. В более широком смысле слова, абилитация — подготовка к какому-либо роду деятельности. Абилитация находит применение и при предупреждении и лечении патологических состояний у детей раннего возраста (ещё не приспособленных к социальной среде), приводящих к утрате возможности трудиться, учиться и быть приспособленным к жизни в обществе.
Термин также применяется при описании технологических процессов в значении их стабилизации, например: время абилитации транспортной линии — время, необходимое для завершения всех неконтролируемых остаточных процессов и выхода линии в режим готовности к новому технологическому циклу.

## Реабилитация и абилитация: история становления понятия
Идея абилитации детей как процесса восстановления физических и умственных способностей детей-инвалидов, официально признанных неизлечимыми, появилась довольно давно. В качестве педагогического понятия абилитация насчитывает несколько столетий. На данный момент среди авторов, имеющих в виду данное понятие, нет единогласия. Данное понятие схоже по смыслу с используемым в Дании и Швеции понятием нормализации (normalization).
С медицинской, психологической и педагогической точек зрения понятие абилитации часто сравнивается с понятием реабилитации. В медицинской литературе сравнение даётся в учебнике по невропатологии Л. О. Бадалян:

Абилитация — это система лечебно-педагогических мероприятий, имеющих целью предупреждение и лечение тех патологических состояний у детей раннего возраста, ещё не адаптировавшихся к социальной среде, которые приводят к стойкой утрате возможности трудиться, учиться и быть полезным членом общества. Реабилитация — это система лечебно-педагогических мероприятий, направленных на предупреждение и лечение патологических состояний, которые могут привести к временной или стойкой утрате трудоспособности.

Таким образом, реабилитация — это восстановление утраченных возможностей и способностей, а абилитация — развитие потенциальных возможностей детей.
По мнению Л. И. Боровикова:

Абилитация — это не компенсация и, тем более, не реабилитация. Это именно работа по формированию социально-психологических и духовно-нравственных новообразований, обеспечивающих рост качества жизни детей-инвалидов.

С профилактикой нарушений в развитии ребёнка связывает абилитацию Г. Сергеева:

Реабилитация — комплекс медицинских, педагогических и социальных мероприятий, направленных на восстановление (или компенсацию) нарушенных функций организма, а также социальных функций и трудоспособности больных и инвалидов. Абилитация — профилактика возможных нарушений на ранних стадиях развития ребёнка, а также работа с детьми с особыми потребностями (инвалидами с детства).

Интересной представляется точка зрения О. А. Герасименко и Р. П. Дименштейн, рассматривающих понятие абилитации в контексте понятий адаптации и интеграции:

Абилитация (в данном случае этот термин точнее обычно употребляемого термина «реабилитация» — возвращение некогда утраченных возможностей) — создание новых возможностей, наращивание социального потенциала, то есть возможности личности реализоваться в данном сообществе. Речь идёт о развитии у ребёнка тех функций и способностей, которые в норме появляются без специальных усилий окружающих, а у ребёнка с проблемами могут возникнуть только в результате направленной работы специалистов. Адаптация — собственно реализация накопленного социального потенциала в данном сообществе.

Из приведённых выше понятий можно заключить, что понятие «абилитация»: это адаптивно развивающая деятельность, стимулирующая потенциальные возможности детей с дефектами развития и направленная на формирование оптимальных навыков социальной адаптации, на создание новых возможностей, наращивание социального потенциала, то есть возможности личности реализоваться в данном сообществе.

## Случаи, в которых требуется абилитация
Для того, чтобы понять, в какой момент человеку требуется абилитация, стоит принять во внимание ряд факторов, вследствие которых следует обязательная помощь. К примеру, это может быть поражение нервной системы в утробе матери, родовые травмы, в особенности черепно-мозговые. В младенчестве к таким факторам можно отнести не только травмы, но и воспалительные процессы и другие отклонения ЦНС. У детей старшего возраста причинами дисфункции органов или систем органов могут выступать травмы спинного и головного мозга, инфекционно-воспалительные заболевания (вследствие энцефалитов, полиомиелита, менингита), патологии нервно-мышечной системы. Чаще других случаев проводится абилитация детей с церебральными параличами. В России, к примеру, система оздоровления людей с таким диагнозом довольно хорошо налажена. Она состоит из нескольких этапов лечения: в родильном доме, специализированном отделении для новорождённых, поликлинике, неврологическом и ортопедическом отделениях, специализированных санаториях, яслях, детских садах, школах-интернатах и детских домах.

## Роль процесса абилитации в современном обществе
Процент детей-инвалидов довольно высок. различным аспектам абилитационной деятельности. С данной целью создаются центры абилитации. Роль такого рода учреждений высока: они служат проводниками государственной политики, для удовлетворения социальных потребностей инвалидов детства. В данном центре ребёнок может получить все виды помощи. Предлагаются как социальная, так и биологическая поддержка в ходе реализации различных абилитационных программ. Уникальность такого подхода заключается в многоступенчатом индивидуальном подходе к личности ребёнка.
Абилитация инвалидов — это комплексная мера, отвечающая политике оказания помощи для максимально эффективной адаптации ребёнка с инвалидностью. Потенциал малыша может быть реализован в полной мере благодаря существованию таких центров. В процессе абилитации участвуют также социальные институты, что позволяет избегать однобокости в решении таких важных проблем.